# Jacqueline Seifriedsberger
Jacqueline Seifriedsberger, född 20 januari 1991 i Ried im Innkreis i Oberösterreich, är en österrikisk backhoppare. Hon representerar SC Waldzell.

## Karriär
Jacqueline Seifriedsberger debuterade internationellt i en FIS-tävling på hemmaplan i Bischofshofen 13 augusti 2003. Första tävlingen i kontinentalcupen var i Utah Olympic Park Jumps i Park City i Utah i USA 23 juli 2004 då hon blev nummer åtta. Daniela Iraschko från Österrike vann tävlingen. Dagen efter blev Seifriedsberger nummer tio i samma backen. Iraschko vann även den tävlingen. Kontinentalcupen var då den högsta nivån inom dambackhoppning. Seifriedsberger har tävlat sju säsonge i kontinentalcupen. Hon har hittills fyra delsegrar i kontinentalcupen. Den första kom i Pöhla i Tyskland 15 augusti 2007 och den hittills sista kom i Oberwiesenthal i Tyskland 19 augusti 2011. Bästa resultat sammanlagt i kontinentalcupen kom säsongen 2007/2008 då hon blev trea totalt, efter segrande Anette Sagen från Norge och Daniela Iraschko.
Seifriedsberger startade i junior-VM 2006 i Kranj i Slovenien. Där blev hon nummer sex, 7,5 poäng från en pallplats. Under junior-VM 2007 i Tarvisio i Italien tog hon en ny sjätteplats, nu 19,5 poäng från en medalj. I junior-VM 2008 i Zakopane i Polen lyckades Seifriedsberger vinna guldmedaljen. Hon vann tävlingen 1,5 poäng före Elena Runggaldier från Italien. Seifriedsberger blev nummer fem i junior-VM 2009 i Štrbské Pleso i Slovakien. Hon var endast 5,0 poäng från en ny medalj. I junior-VM 2010 i Hinterzarten i Tyskland blev Seifriedsberger åter nummer sex, nu 10,0 poäng från prispallen. I sitt sista junior-VM, i Otepää i Estland blev hon nummer fyra och endast 4,5 poäng från bronsmedaljen.
Under Skid-VM 2009 i Liberec i Tjeckien blev Seifriedsberger nummer 12. Den allra första VM-tävlingen i backhoppning för damer vanns av Lindsey Van från USA före Ulrike Grässler från Tyskland och Anette Sagen. Under Skid-VM 2011 i Oslo i Norge, kvalade inte Seifriedsberger för finalomgången och slutade som nummer 32.
Världscupen i backhoppning för damer startade säsongen 2011/2012. den allra första deltävlingen i världscupen för kvinnor arrangerades i Lillehammer i Norge 3 december 2011. Seifriedsberger deltog och blev nummer 13. Sarah Hendrickson från USA vann den första världscupdeltävlingen. Bästa resultat i en deltävling kom i Ljubno ob Savinji i Slovenien 12 februari 2012 då Seifriedsberger blev nummer tre efter segrande Sarah Hendrickson och Sara Takanashi från Japan. Seifriedsberger blev nummer 11 sammanlagt i första upplagan av världscupen. Turneringen vanns av Sarah Hendrickson som segrade i 9 av 13 deltävlingar. Daniela Iraschko blev tvåa och Sara Takanashi nummer tre totalt.
I juni 2023 tog Seifriedsberger guld i normalbacke vid europeiska spelen i Kraków-Małopolska. Hon var även en del av Österrikes lag tillsammans med Marita Kramer, Jan Hörl och Daniel Tschofenig som tog guld i den mixade lagtävlingen i normalbacke.